# فصل السلطات

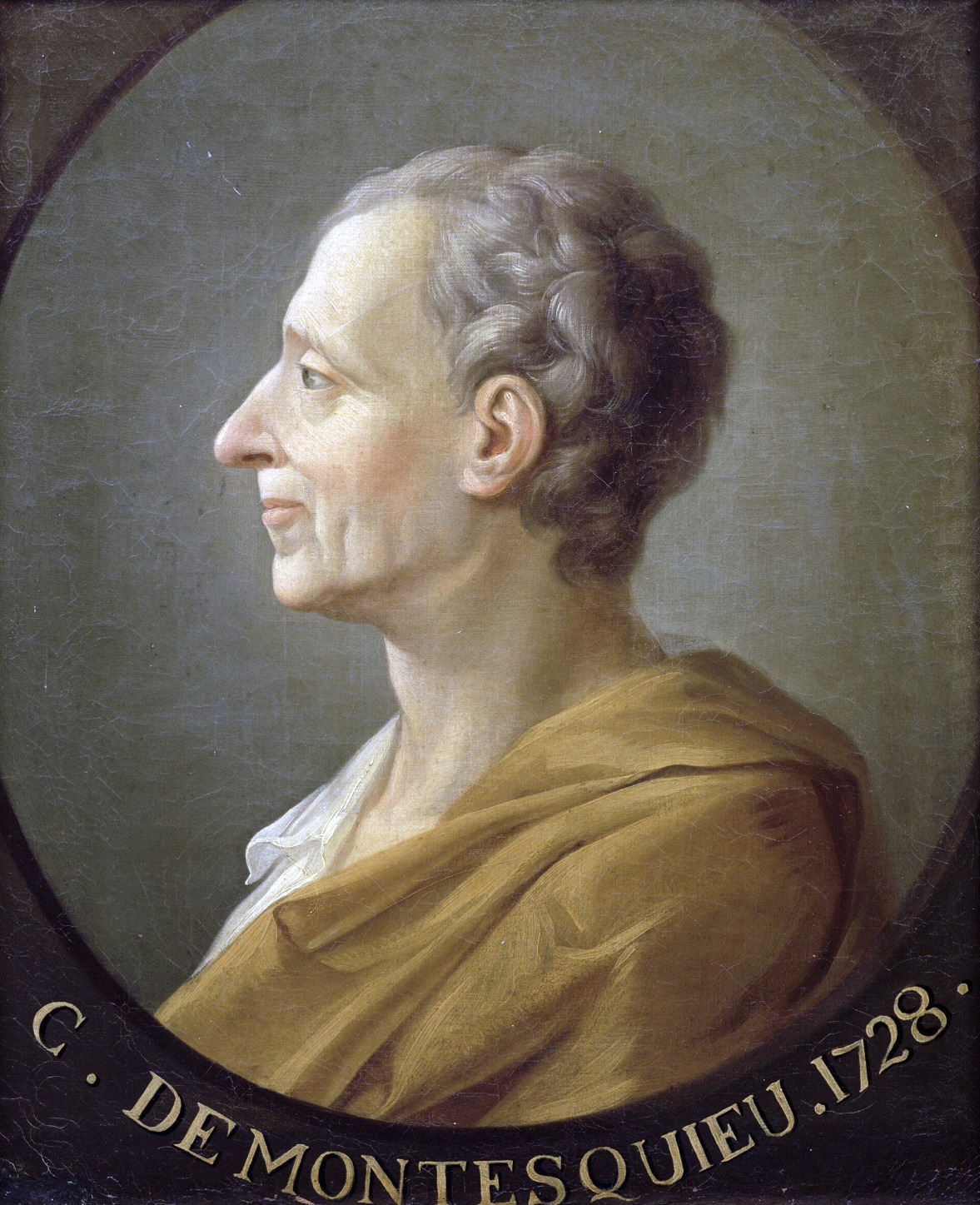

فصل السلطات هو مصطلح صاغه المفكر السياسي الفرنسي مونتسكيو، وهو أحد مبادِئ الديمقراطية ونموذج للحكم الديمقراطي للدول.
تم تأسيس أول نموذج من الفصل بين السلطات من قبل الرومان القدماء ودخل حيز الاستخدام واسع النطاق في الجزء الأول من الجمهورية الرومانية
في إطار الفصل بين السلطات، تكون الدولة مقسمة إلى فروع أو سلطات، كل سلطة منفصلة ومستقلة في صلاحيات ومجالات المسؤولية. العادي تقسيم السلطات إلى السلطة التنفيذية، والسلطة التشريعية، والسلطة القضائية.

## التاريخ

### العصور القديمة
ذكر أرسطو لأول مرة فكرة «حكومة مختلطة» أو حكومة متنوعة في عمله السياسة، إذ اعتمد على العديد من الأشكال الدستورية في دول المدن في اليونان القديمة. وفي الجمهورية الرومانية، أظهر مجلس الشيوخ الروماني والقناصل والمجالس مثالًا للحكومة المختلطة وفقًا لبوليبيوس (التواريخ، الكتاب 6، 11-13).

### بدايات الحكومة المختلطة الحديثة
فضل جان كالفن (1509-1564) نظام الحكم الذي قسم السلطة السياسية بين الديمقراطية والأرستقراطية (الحكومة المختلطة). وأعجب كالفن بمزايا الديمقراطية، قائلاً: «إنها هدية لا تقدر بثمن، إذا سمح الله لشعب أن ينتخب حكومته وقضاتها». وبهدف الحد من خطر إساءة استخدام السلطة السياسية، اقترح كالفن إقامة عدة مؤسسات سياسية تُكمل بعضها وتتحكم بنظام ضوابط وتوازنات.
وبهذه الطريقة قاوم كالفن وأتباعه الاستبداد السياسي وعززوا نمو الديمقراطية. كان كالفن يهدف إلى حماية حقوق ورفاهية الناس العاديين. في عام 1620 أسست مجموعة من الإنجليز الانفصاليين من الأبرشانيين والإنجليكانيين (الذين عرفوا لاحقًا باسم آباء الحجاج) بتأسيس مستعمرة بليموث في أمريكا الشمالية. حيث تمتعوا بالحكم الذاتي، وأنشأوا نظام حكم ديمقراطي ثنائي. انتخب «الأحرار» المحكمة العامة، التي عملت كسلطة تشريعية وقضائية وانتخبت بدورها حاكمًا، عمل مع «مساعديه» السبعة في الدور الوظيفي ليشكل السلطة التنفيذية. وكانت مستعمرة خليج ماساتشوستس (تأسست عام 1628) ورود آيلاند (1636) وكونيتيكت (1636) ونيوجيرسي وبنسلفانيا كلها تمتلك دساتير مشابهة، جميعها فصلت السلطات السياسية. (باستثناء مستعمرة بليموث ومستعمرة خليج ماساتشوستس، أضافت هذه المستعمرات الإنجليزية الحرية الدينية إلى أنظمتها الديمقراطية، وهي خطوة مهمة نحو تطوير حقوق الإنسان 1651). وأصبحت كتبٌ مثل كتاب مزرعة بليموث لويليام برادفورد (كتب بين 1630 و1651) مقروءة على نطاق واسع في إنجلترا. لذا كان شكل الحكومة في المستعمرات معروفًا جيدًا في البلد الأم، كما بالنسبة للفيلسوف جون لوك (1632-1704). الذي استنتج من دراسة النظام الدستوري الإنجليزي مزايا تقسيم السلطة السياسية إلى سلطة تشريعية (التي يجب توزيعها بين عدة هيئات، مثل: مجلس اللوردات ومجلس العموم)، من ناحية، وسلطة تنفيذية وسلطة اتحادية، تكون مسؤولة عن حماية البلاد وصلاحيات الملك، من ناحية أخرى. (لم يكن لمملكة إنجلترا دستور مكتوب).

### النظام الثلاثي
خلال الحرب الأهلية الإنجليزية، رأى البرلمانيون أن نظام الحكم الإنجليزي يتألف من ثلاثة فروع -الملك ومجلس اللوردات ومجلس العموم- ويجب أن يختص الأول (الملك) بالسلطات التنفيذية فقط، ومجلس اللوردات ومجلس العموم بالسلطات التشريعية. وبعد بضع سنوات، كانت «أداة الحكومة» إحدى أولى الوثائق التي تقترح نظامًا ثلاثيًا لفصل السلطات، وكتبها الجنرال الإنجليزي جون لامبرت في عام 1653، وسرعان ما جرى تبنيها كدستور لإنجلترا لسنوات قليلة خلال فترة الحماية. يتألف هذا النظام من فرع تشريعي (البرلمان)، وفرعين تنفيذيين، مجلس الدولة الإنجليزي واللورد الحامي، ويُنتخب جميعها (على الرغم من انتخاب اللورد الحامي مدى الحياة)، ولديها ضوابط تجاه بعضها البعض.
كان هناك تطور آخر في الفكر الإنجليزي هو فكرة فصل السلطات القضائية عن السلطة التنفيذية. وتبع ذلك استخدام النظام القضائي من قبل التاج لمحاكمة قادة المعارضة بعد الاسترداد، وفي أواخر سنوات تشارلز الثاني وخلال فترة حكم جيمس الثاني القصيرة (أي خلال ثمانينيات القرن السابع عشر).

## مقارنة بين الأنظمة الوطنية الثلاثية والثنائية
توجد دساتير ذات درجة عالية من الفصل بين السلطات في جميع أنحاء العالم. توجد سلطات حكومية انتخابية في عدد من دول أمريكا اللاتينية.
يتميز نظام وستمنستر بترابط خاص للسلطات، وذلك مثل الترابط الموجود في نيوزيلندا. يقوم دستور نيوزيلندا على مبدأ فصل السلطات من خلال سلسلة من الضمانات الدستورية، والتي يتواجد العديد منها بشكل ضمني. تعتمد قدرة السلطة التنفيذية غالبًا على تنفيذ القرارات على السلطة التشريعية المنتخبة بموجب نظام التمثيل النسبي المختلط. يعني هذا أن الحكومة نادرًا ما تكون حزبًا واحدًا، بل ائتلافًا من الأحزاب. تُعد السلطة القضائية أيضا بعيدة عن التدخل الحكومي. يمكن للسلطة التنفيذية الشروع في إدخال تغييرات على التشريع المعني من خلال السلطة التشريعية؛ وذلك إذا أدت سلسلة من القرارات القضائية إلى تفسير القانون الذي لا تعتبره السلطة التنفيذية مرآة للنية السياسة. لا يمكن للسلطة التنفيذية توجيه أو طلب موظف قضائي لمراجعة أو إعادة النظر في أي قرار صادر عنها، وذلك بسبب اعتبار هذه القرارات نهائية. لا تملك السلطة التنفيذية سلطة توجيه السلطة القضائية أو أعضائها والعكس صحيح، وذلك في حالة وجود نزاع بين السلطتين التنفيذية والقضائية.
تُعد أنظمة الفصل التام بين السلطات رئاسية دائمًا، وذلك على الرغم من أن الأمر ليس كذلك من الناحية النظرية. هناك بعض الاستثناءات التاريخية، مثل نظام حكومة المديرين الفرنسية الثورية. تقدم سويسرا اليوم مثالًا على فصل السلطات غير الرئاسي، والذي تديره سلطة تنفيذية مكونة من سبعة أعضاء تُدعى المجلس الفدرالي. يعين البرلمان المجلس الفدرالي (ولكنه لا يعتمد على البرلمان). ما تزال السلطة القضائية منفصلة عن السلطات الأخرى، وذلك على الرغم من عدم تمتعها بصلاحية المراجعة.

## أنواع السلطات

### السلطة التشريعية
السلطة التشريعية متمثلة في البرلمان وهو المسؤول عن تشريع القوانين وتقوم أيضا بدور الرقيب على الحكومة (السلطة التنفيذية)

### السلطة التنفيذية
- متمثلة في الحكومة وهي المسؤولة عن:

1- تنفيذ القوانين المشرعة من البرلمان.

2- إدارة شئون البلاد الداخلية والخارجية.
- تعريف اخر لمصطلح «الدولة» :هي ذلك الفرع من الحكومة المسؤول على تنفيذ السياسات والقواعد التي يضعها المجلس التشريعي.

(تنظم في الديمقراطيات الحديثة بصورة عامة واحدة من طريقتين :النظام البرلماني أو النظام الرئاسي ).

### السلطة القضائية
متمثلة في القضاء وفصل النزاعات بين الناس أو المؤسسات.

## مفاهيم وقِيَم الديمقراطية
للديمقراطية رُكنان: حُكمُ الأكثريّة وحمايةُ حقوق الأقليات والأفراد، ويتجلّى كلّ ركنٍ في عدَدٍ من المفاهيم والمبادِئ. ويندرُ أن تحوذَ دولةٌ أو مجتمعٌ ما علَى هذه المفاهيم كلها كاملةً غير منقوصة، بل أنّ عدَداً من هذه المفاهيم خِلافِيّ لا يَلقَى إِجماعاً بَين دعاة الديمقراطية المتمرّسمين.

## مفاهيم ومبادِئ تنظّم حكم الأكثريّة
هي مفاهيم ومبادِئ مصمَّمةٌ حتَّى تحافظ الأكثريّة علَى قدرتها علَى الحكم الفعّال والأستقرار والسلم الأهلي والخارجي ولمنع الأقليّات من تعطيل الدولة وشلّها:
- مبدأ تداول السلطات سلمياً
- مبدأ حكم الأكثرية
- مبدأ فصل السلطات ومفهوم تجزيء الصلاحيات
- مبدأ التمثيل والأنتخاب
- مفهوم المعارضة الوفية
- مفهوم سيادة القانون
- مفهوم اللامركزية

## إعلان حقوق الإنسان والمواطن
تعتمد مبادئ إعلان حقوق الإنسان والمواطن على عدة مبادئ فلسفية وسياسية من عصر التنوير، مثل الفردية، العقد الاجتماعي كما عرّفه روسو، فصل السلطات بحسب مونتسكيو. وربما استفاد الفرنسيون من إعلان الاستقلال الأمريكي 3 أيار / مايو 1776 وإعلان فرجينيا للحقوق، 12 حزيران / يونيو 1776 الذي صاغه جورج مايسون.

## الجمعية البرلمانية للأمم المتحدة
فصل السلطات من الأهداف التي دعت لتشكيل الجمعية البرلمانية للأمم المتحدة (UNPA): يشير السيناتور الكندي دوغلاس روتشي إلى أن العولمة تميل نحو تعزيز السلطة التنفيذية مقابل تهميش السلطة التشريعية؛ فعلى سبيل المثال منح رؤساء أمريكا منذ عهد جورج بوش الأب صلاحيات للمفاوضة بشأن اتفاقيات التجارة تطرح على الكونغرس الأمريكي ليوافق أو يرفض الصفقة المتفق عليها. ستوفر الجمعية البرلمانية للأمم المتحدة جهازاً برلمانياً للمراقبة يكون مستقلاً عن السلطات التنفيذية للدول الأعضاء.